# Syngonanthus llanorum
Syngonanthus llanorum là một loài thực vật có hoa trong họ Eriocaulaceae. Loài này được Ruhland miêu tả khoa học đầu tiên năm 1903.